# Centulle IV. (Béarn)
Centulle IV. († 1058, Beiname le Vieux (der Alte)) war von 1022 bis zu seinem Tod der siebte Vizegraf von Béarn in Südwestfrankreich (Pyrénées-Atlantiques).

## Leben
Der Vater von Centulle IV. war Gaston II., Vizegraf von Béarn. Als sein Vater 1012 verstarb, war Centulle noch minderjährig. Bis zu seiner Volljährigkeit im Jahr 1022 wurde daher für ihn ein Regent eingesetzt. Der Name seiner Mutter ist nicht bekannt.
Centulle war bestrebt, mit der katholischen Kirche gute Beziehungen zu wahren. So legte er 1022 den Grundstein der Abtei Saint-Pé-de-Bigorre, die an der Grenze zwischen dem Béarn und dem Bigorre gelegen ist. Sein Lehnsherr Sancho VI. der Gascogne machte ihn daraufhin zum defensor (Verteidiger) der Abtei und der Länder des Heiligen Petrus in der Gascogne und im Béarn.
Offensichtlich konnte er die Machtstellung des Béarn mehren, indem er Angèle de Gascogne, Vizegräfin von Oloron, heiratete – sie brachte nämlich die benachbarte Vizegrafschaft Oloron mit in die Ehe ein. Angèle de Gascogne war die Erbtochter von Aner II. Loup de Gascogne, dem Vizegrafen von Oloron. Centulle gewann ferner zwischen dem Fluss Oloron und Navarrenx die Täler Aspe, Ossau und Barétous hinzu.
Es hat den Anschein, als hätte Centulle seinen Sohn Gaston III. schon recht frühzeitig an die Nachfolge herangeführt, dieser war aber bereits gegen 1045 verstorben (als Todesjahr wird auch 1053 angegeben).
Centulle IV. bekämpfte die benachbarten Vizegrafen von Dax und von Soule und ließ den Vizegrafen von Dax, Arnaud II., im Jahr 1050 töten.
Centulle IV. starb im Jahr 1058 in einem von den Truppen aus Soule gelegten Hinterhalt. Ihm folgte sein Enkel Centulle V. als Vizegraf von Béarn.

## Nachkommen
Aus seiner Ehe mit der Vizegräfin von Oloron Angèle de Gascogne sind drei Söhne bekannt:
- Gaston III., der designierte Nachfolger
- Raimond Centulle
- Auriol Centulle, Herr von Clarac, Igon, Baudreix, Boeil und Auga.